# Cape Enrage
Cape Enrage är en udde i Kanada.   Den ligger i countyt Albert County och provinsen New Brunswick, i den östra delen av landet, 800 km öster om huvudstaden Ottawa.
Terrängen inåt land är varierad. Havet är nära Cape Enrage åt sydost. Trakten är glest befolkad. Närmaste större samhälle är Riverside-Albert, 16,0 km norr om Cape Enrage. 